# Yttre Nästräsket
Yttre Nästräsket är en sjö i Arvidsjaurs kommun i Lappland och ingår i Piteälvens huvudavrinningsområde. Sjön har en area på 1,01 kvadratkilometer och ligger 193,9 meter över havet.

## Delavrinningsområde
Yttre Nästräsket ingår i det delavrinningsområde (731899-169534) som SMHI kallar för Utloppet av Yttre Nästräsket. Medelhöjden är 207 meter över havet och ytan är 3,05 kvadratkilometer. Det finns inga avrinningsområden uppströms utan avrinningsområdet är högsta punkten. Vattendraget som avvattnar avrinningsområdet har biflödesordning 3, vilket innebär att vattnet flödar genom totalt 3 vattendrag innan det når havet efter 113 kilometer. Avrinningsområdet består mestadels av skog (51 procent). Avrinningsområdet har 1,01 kvadratkilometer vattenytor vilket ger det en sjöprocent på 33,1 procent.